# روی فدن
روی فدن (انگلیسی: Roy Fedden; ۶ ژوئن ۱۸۸۵ – ۲۱ نوامبر ۱۹۷۳) مهندس اهل بریتانیا بود. وی یکی از طراحان هواپیما در  شرکت بریستول ایروپلین بود.
وی همچنین برندهٔ جوایزی همچون شوالیه (عنوان) شده‌است.